# طقس متطرف

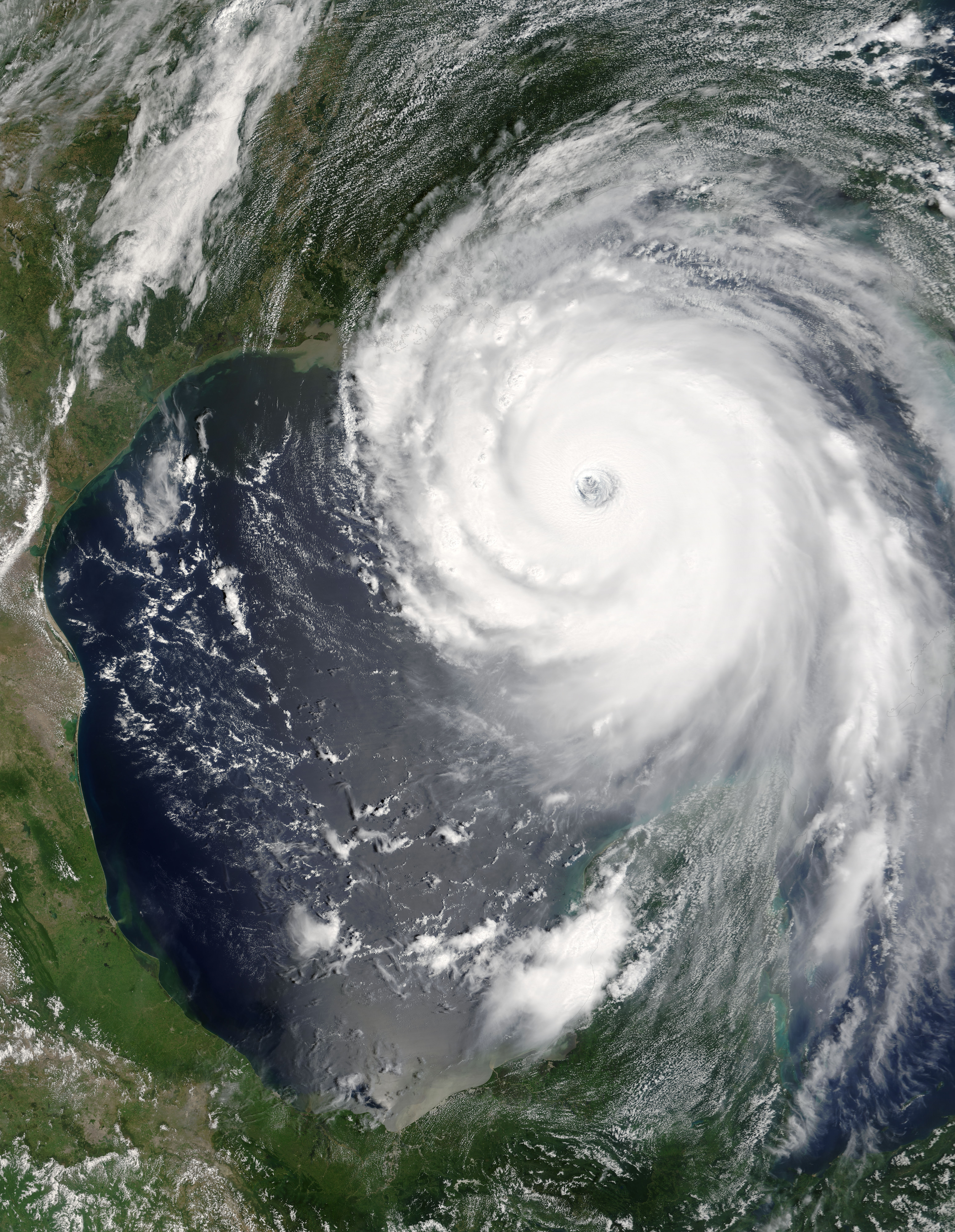

طقس متطرف (بالإنجليزية: Extreme weather)‏ هي ظاهرة جوية متطرفة (شديدة القوة) أو سابقة لأوانها، وتتميز بحدوث تغيرات جوية مفاجئة أو غير فصلية. تشمل الأحوال الجوية الشديدة طقسًا غير متوقع، غير عادي، غير مُتَنبأ بِه، قاسٍ وحاد أوغير موسمي; فيعد الطقس الذي شاهدناه في الماضي هو أكثر طقس حادٍ مُتَطرِف قد مر بنا أثناء التوزيع التاريخي على الإطلاق. في كثير من الأحيان، تعتمد الأحوال المناخية المتطرفة على تاريخ الطقس الذي سُجِّل لموقع ما ومن ثَم يُحَدَّد أنه يقع في نطاق الـ 10% الذي يُحتمل تواجد أحوال جوية عنيفة بها، ففي السنوات الأخيرة، نُسبت بعض الظواهر الجوية المتطرفة إلى الاحتباس الحراري الناجم عن النشاط البشري حيث تشير الدراسات إلى وجود تهديد متزايد من الطقس المتطرف في المستقبل.

## علاقته بالأعاصير الحلزونية الاستوائية
يرجع سبب الكوارث الجوية لارتفاع عدد سكان الأرض وإلى عوامل أخرى شديدة. حيث ذكرت المنظمة العالمية للأرصاد الجوية أن ارتفاع حالات الطقس المتطرف راجعة إلى ظاهرة الاحتباس الحراري. 
وحسب ما اكتشفه هويوس من أن زيادة عدد أصناف الأعاصير المدمرة رقم 4 و5 راجع إلى زيادة درجة الحرارة. فكلما ارتفع درجة الحرارة، ازداد انبعاث غاز ثاني أكسيد الكربون الذي تنقص كثافته في الحالات العادية وهو السبب الرئيسي لحدوث الأعاصير المدمرة.

## الأضرار
وفقًا للجنة الدولية الحكومية المَعنية بتغير المناخ في 2011، فقد قدرت الخسائر السنوية منذ عام 1980 بقيمة تتراوح بين عدة مليارات إلى 200 بليون دولار أمريكي في عام 2010 بينما سُجلت أكبر الخسائر في عام 2005 عندما وقعت فاجعة إعصار كاترينا. وُتُكَبِد الكوارث المتعلقة بالأحوال الجوية العديد من الخسائر مثل موت الكثير من الناس، خسارة الثرات الثقافي ناهيك عن  خدمات النظم الإيكولوجية والتي يصعب كلاً من تقييمها وتحديد قيمتها بالنقود مما يعكسها بصورةٍ ضعيفة عند تقدير الخسائر.

## درجات الحرارة المتطرفة

### موجات الحرارة
تتكون موجات الحرارة من فترات زمنية تتميز بارتفاع غير عادي في درجات الحرارة وكذلك مؤشراتها. بالإضافة إلى ذلك، تختلف الموجات باختلاف درجات الحرارة وتنوعها في المناطق الجغرافية المختلفة. فعادةً ما تصاحب هذه الموجات مستويات عالية من الرطوبة، والتي من الممكن أن تكون جافة بصورة كارثية.
ويكمن السبب في أن موجات الحرارة هي أقل الظواهر المعروفة من التطرف المناخي؛ كونها غير مرئية على العكس من الظواهر الأخرى مثل الأعاصير، الزوابع، والعواصف الرعدية.
ويكمن السبب في أن موجات الحرارة هي أقل الظواهر المعروفة من التطرف المناخي; كونها غير مرئية على العكس من الظواهر الأخرى مثل الأعاصير، الزوابع، والعواصف الرعدية.
فتؤذي هذه الحرارة الشديدة العديد من السكان والمحاصيل بسبب النسب العالية لاحتمالية الإصابة بالجفاف، ارتفاع درجات الحرارة، تشنجات الحرارة، التمدد الناتج بفعل الحرارة وضربات الشمس. أما في حالة إصابة التربة بالجفاف، يجعلها ذلك أكثر عرضة للتفتت من قبل المطر أو الرياح وبالتالي تقل مساحة الأراضي الصالحة والموجودة للزراعة. علاوة على ما سبق، نجد أن هناك ارتفاع ملحوظ في حرائق الغابات نتيجة انتشار جفاف الغطاء النباتي والذي يساعد على اندلاعها. وليس الضرر قاصرًا على إليابس فقط، فإن هذا الجفاف يكون مدمرًا ليس فقط للكائنات البحرية لأنه يسبب زيادة في عملية تبخير المساحات المائية مما يؤدي إلى تقليص المسطحات الزرقاء وبالتالي نقص كمية الغذاء الموجودة بها، ولكنها تؤثر على الثروة الحيوانية أيضًا.
ففي هذه الحالات من الحرارة الشديدة، تغلق النباتات ثغور بشرتها والتي تعرف أيضًا باسم مسام البشرة حيث ما تقوم به ما هو إلا وسيلة دفاعية للحفاظ على كمية الماء الموجود بها، ولكنها من جهة أخرى تقلل عملية الامتصاص بالنسبة للنباتات. ونظرًا لأهمية النباتات في التخلص من التلوث، نلاحظ ارتفاع نسب التلوث وغاز الأوزون الموجودة في الهواء والتي تنعكس خطورتها في ارتفاع معدل الوفيات. ففي صيف 2006 بالمملكة المتحدة، أسفر التلوث الزائد عن وفاة 460 فردًا في موجة الحرارة التي ضربت البلد حينذاك بينما موجة الحرارة الأوروبية في عام 2003 قد أودت بحياة 30000 شخص نتيجة الضغط الحراري وتلوث الهواء. وقد سجلت أكثر من 200 مدينة في الولايات المتحدة الأمريكية ارتفاع جديد في درجات الحرارة. أما في عام 1936، شهدت الولايات المتحدة أسوء موجة حرارية على الإطلاق والتي كانت السبب في موت 5000 شخص مباشرة بينما ضربت موجة مثلها أستراليا بين عامي 1938 و1939  والتي أسفرت عن مقتل 438 شخص بينما ثاني أسوء موجة حدثت في عام 1896.
ويعد انقطاع التيار الكهربي أحد نتائج هذه الموجات الحرارية وخاصة هذه المناطق التي يوجد بها استهلاك عالي للكهرباء (مثل استهلاك الكهرباء لتشغيل تكييف الهواء). أما بالنسبة لتأثير الجزر الحرارية في الحضر، فبإمكانها أن تُزيد درجات الحرارة ولا سيما بين عشيةً أو ضُحاها.

### الموجات الباردة
تتميز هذه الظاهرة بأن الجو يكون أكثر برودة وتحديدًا كما استخدمته مركز خدمة الطقس في الولايات المتحدة من قبل، فهو يعد انخفاض حاد في درجات الحرارة خلال 24 ساعة مما يتطلب حماية عالية لعدة أنشطة كالزراعة، الصناعة، الاقتصاد والأنشطة الاجتماعية.
وشدة هذه الموجة تتحدد عن طريق معرفة كم درجة نزلت وإلى أي مدى ستصل إليه في الانخفاض حيث تعتمد أقل درجة يمكن أن تنخفض إليها الموجة طِبقًا للموقع الجغرافي والوقت من السنة. فبصورة عامة يمكن للموجات الباردة أن تحدث في أي مكان جغرافي حيث أنها تتكون نتيجة تراكم كميات هائلة من الهواء البارد والذي بدوره يتجمع فوق مناطق معينة نتيجة حركة تيارات الهواء.
وهذه الموجات الباردة لكونها إحدي أشكال الأحوال الجوية القاسية، فلا بد من أنها خطيرة وتؤذي أشكال الحياة. فتبلغ خطورتها أنها قد تسبب الوفاة للماشية والأذى لها. فعند التعرض لهذه الموجات، يجب حصول الناس والماشية على العديد من السعرات الحرارية. فإذا كانت الثلوج الثقيلة والمستمرة مصاحبة لها، يَصعُب على حيوانات الرعي الحصول على الغذاء أو الماء الضروري لها من أجل الحياة. وبالتالي، فإنها إما تموت من جراء الجفاف أو الجوع، فتدفع هذه الموجات الباردة المزارعين لشراء أعلاف للماشية بتكلفة كبيرة. وإذا تعرض الإنسان لمثل هذه الدرجات المنخفضة لفترات طويلة من الزمان قد يؤدي ذلك إلى فقدان الأطراف نتيجة التجمد أو حدوث ضرر للأعضاء الداخلية.
علاوة على ما سبق، يؤدي الشتاء القارس إلى تجمد المياه في الأنابيب سيئة العزل. وقد تنفجر بعض السباكة الداخلية المحمية بشكل سيئ مما يؤدي إلى تتوسع المياه المجمدة في داخلها، مما يسبب تلف الممتلكات. كذلك الحرائق والتي تزداد خطورة أثناء البرودة الشديدة. وقد تتكسر أنابيب المياه وتصبح إمدادات المياه غير موثوق بها مما يُصَعِب مكافحة النيران.
بالإضافة إلى الجو البارد، فهذه الموجات لا تأتي فرُادى. فعادةً ما تصحبها موجات ثلج وصقيع غير متوقعة خلال موسم النمو في مناطق خطوط العرض الوسطى والتي بدورها قد تقضي على النباتات وخاصة التي في أولى مراحلها. وهذا يؤثر سلبًا على الاقتصاد لأنه يقضي على النباتات قبيل فترة حصادها مما ينعكس نتائجه في صورة مجاعات.
وهذا التأثير يتعدى النباتات، فإنه يؤثر على مكونات التربة ويجعلها تتصلب وتتجمد مما يصعب الأمر على النباتات أن تنمو مرة أخرى في هذه المناطق. فإحدى هذه الموجات حدثت عام 1816 حيث لُقِبَ ب«عام بدون صيف».ففي أحد سنوات العقد الأول من القرن التاسع عشر، مات عدد كبير من النباتات نتيجة نوبة الصقيع الباردة التي اجتاحت المنطقة عقب الثورات البركانية التي حدثت هناك فحجبت أشعة الشمس.

## الاحتباس الحراري
تؤكد جميع نماذج المناخ أن كوكب الأرض سيمر بفترات مناخية شديدة وقاسية. ففي العقود المنصرمة، شُهد ارتفاع في درجات الحرارة إلى مستويات عالية وكذلك انخفاضها، بالإضافة إلى عدة أشكال أخرى من المناخ المتطرف مثل الحرارة الشديدة، الأمطار الشديدة، والجفاف كما أن احتمالية حدوثهم قد زادت أيضًا بل وزادت حدتهم. وتعزي بعض الدراسات العلاقة بين الارتفاع المستمر في درجات الحرارة في القطبين واختفاء طبقة الغلاف الجليدي ترجع إلى الأحوال المناخية المتطرفة في خطوط العرض الوسطى.

### الإجهاد الحراري
لا يزال الحد الأدنى الذي يستطيع الإنسان تحمله فيما يتعلق بالإجهاد الحراري موضع تساؤل خاصة مع ارتفاع درجة الحرارة 7 درجات مئوية والذي بمقياس الحرارة الرطب يفقِد العديد من المناطق على كوكب الأرض أهليتها للحياة.

### الأعاصير المدارية
يوجد العديد من المناقشات التي تدور بشأن زيادة  الأعاصير المدارية وهل هي نتيجة للاحتباس الحراري وارتفاع درجات الحرارة أم لا. ومع ذلك، يشير التقرير الخاص عن إدارة مخاطر الأحداث المتطرفة والكوارث لتعزيز التكيف مع تغير المناخ والذي أُعِدَ من قبل خبراء وفقًا للجنة الدولية الحكومية المَعنية بتغير المناخ أنه هناك  ثقة منخفضة في أي زيادات ملحوظة على المدى الطويل (40 سنة أو أكثر) فيما يتعلق بالأعاصير المدارية (شدتها، ترددها، ومدتها) وذلك بعد الأخذ بالحسبان التغيرات الماضية في قدرات الرصد.
فكلما زادت الكثافة السكانية، زاد عدد الأشخاص المتأثرين بتلك الحوادث وبالتالي تزداد حدة الأضرار الناجمة عنها. ففي الماضي، ربطت كل من المنظمة العالمية للأرصاد الجوية ووكالة حماية البيئة الأمريكية الاحتباس الحراري وازدياد عدد الحوادث المرتبطة بتطرف المناخ. بالضبط كما فعل العالم هويوس عام  2006، عندما كتب أن زيادة عدد الأعاصير من الفئة الرابعة والخامسة يتناسب طرديًا مع ارتفاع درجات الحرارة. بالمثل، كتب كيري إيمانويل في مجلة «ناتشر» أن تبديد طاقة الأعاصير مرتبط بصورة كبيرة بارتفاع درجة الحرارة مما يوضح ارتباطه بالاحتباس الحراري.
و أظهرت نماذج الأعاصير الاستوائية نتائج مماثلة، حيث وجد أن الأعاصير، التي تتكون تحت ظروف حرارة أكثر دفئًا وثاني أكسيد الكربون تكون أكثر شدة إذا حدثت في ظروف الحياة الحالية. وفي عام 2004، ذكر توماس كنوتسون وروبرت إي. توليا من الإدارة الوطنية للمحيطات والغلاف الجوي أن الحرارة المنبعثة من غاز الدفيئة (غاز الاحتباس الحراري) يؤدي إلى زيادة احتمالية تكون عواصف مدمرة للغاية من الفئة الخامسة.
علاوة على ذلك، ذكر فيكشي وسودن أن قص الرياح، والذي يلعب دورًا في زيادة احتمالية حدوث الأعاصير المدارية، يُغير في ظواهر الاحتباس الحراري. فتوجد زيادات متوقعة لقص الرياح في عدة مناطق استوائية في المحيط الأطلسي وشرق المحيط الهادي وهي مرتبطة بتباطؤ دورة واكر وكذلك تقليل قص الرياح في غرب ووسط المحيط الهادئ. فهذه الدراسة لا تقدم ادعاءات حول التأثير النهائي للحرارة والجو الرطب على الأعاصير في المحيط الأطلسي وشرق المحيط الهادئ، والزيادات المتوقعة في قص الرياح في المحيط الأطلسي.